# FAMILY (May J.のアルバム)
『FAMILY』（ファミリー）は、日本の女性歌手、May J.の2枚目のオリジナル・フルアルバムである。

## 解説
- 前作から約1年5ヶ月ぶりのアルバム。移籍第1弾アルバム。初のオリコントップ10入りを果たした。
- 初回限定盤にはDVDが付いている。
- タイトルのFAMILYは、今作に参加してくれたアーティスト、プロデューサー、スタッフとFAMILYのようになれたと感じたことから付けられた。
- これまでは洋楽に近いイメージで曲を制作していたが、今作では聴きやすさを大切に考え、日本語の歌詞を多く取り入れたと語っている。尚、今作でMay J.が作詞を務めたのは英語詞のものだけである。

## 参加アーティスト
DJ KAORI 
・Diggy-MO' (SOUL'd OUT) 
・クレンチ&ブリスタ 
・キマグレン 
・DAISHI DANCE

## CD収録曲
1. Garden feat. DJ KAORI, Diggy-MO', クレンチ&ブリスタ (5:23) 
(作詞：Sugar Soul, Diggy-MO', Clench, Mr.Blistah / 作曲：Sugar Soul & Kenji Furuya / 編曲：DJ KAORI, DJ YUTAKA & Shingo.S)
配信限定シングルとしてリリースされた楽曲。Sugar Soulの『Garden』のカヴァーである。
カヴァーのきっかけは、当時テレビで流れていたこの曲に影響を受けたからだという。
2. もし君と･･･ with キマグレン (4:23)
(作詞：KUREI / 作曲：ISEKI, GIRA MUNDO / 編曲：GIRA MUNDO)
「夏の出会いから、突然やってくれる別れ」というストーリーを描いた楽曲。
2008年にキマグレンのレコーディングに参加をしたことがきっかけに、May J.からのラブコールとして実現した作品である。
3. 旅立つ君に (5:36)
(作詞：Kiyoshi Matsuo / 作曲：DAISHI DANCE, Tomoharu Moriya)
4. FAMILY -Interlude- (1:18)
(作詞・作曲：May J.)
この楽曲には、大切な家族の愛を忘れないでほしいという願いが込められている。
5. Story of Love (4:07)
(作詞：KURO (from HOME MADE 家族) / 作曲・編曲：Daisuke "D.I" Imai)
片思いをしている女性の心境を描いたラブソング。
6. Give My Heart (5:01)
(作詞：SILVA / 作曲・編曲：Yasutoshi Tanaka)
大事な彼との別れを描いた失恋ソング。大人にしか言えない前向きな別れをしようという願いが込められている。
7. サヨナラの他に (4:55)
(作詞：Tetsuro Aso / 作曲：Kazunori Fujimoto)
別れた後の心境を描いたラブソング。
8. Remember feat. クレンチ&ブリスタ (5:48) 
(作詞：Kiyoshi Matsuo (RAP：Clench, Mr.Blistah) / 作曲：Kiyoshi Matsuo, Yoshihiro Toyoshima / 編曲：Masetro-T)
9. Unity -Outro- (2:14) 
(作詞・作曲：May J.)
世界が一つになるには何をすればいいのかということを考えながら制作された楽曲。
戦争・邪悪・差別がUnityを邪魔するのなら、替わりに愛・情熱・音楽があふれる世界になってほしいという本人の思いが込められている。
10. Crescent Moon -DAISHI DANCE remix- (5:16)
(作詞：Kiyoshi Matsuo / 作曲：DAISHI DANCE, Tomoharu Moriya / English translation：May J.)
3曲目の「旅立つ君に」のもう一つの物語。親友とのすれ違いを描いており、これで生じた心のひび割れを三日月に喩えている。

## DVD収録曲
1. もし君と… with キマグレン -Music Video-
2. Garden feat. DJ KAORI, Diggy-MO’, クレンチ&ブリスタ -Music Video-
3. 旅立つ君に -Music Video-
4. Making of music videos & private movie in OKINAWA[bonus movie]

## タイアップ
もし君と・・・ with キマグレン
「エイチ・アイ・エス」CMソング
Story of Love
映画「昴-スバル-」挿入歌
Give My Heart
NHKテレビ「J-MELO」主題歌